# Epicoma argentosa
Epicoma argentosa is een vlinder uit de familie van de tandvlinders (Notodontidae), uit de onderfamilie van de Thaumetopoeinae. De wetenschappelijke naam van de soort is voor het eerst in 1890 gepubliceerd door Thomas Pennington Lucas.
De soort komt voor in Australië.